# Tim Buck
Timothy "Tim" Buck  (6 de enero de 1891 – 11 de marzo de 1973) fue el secretario general durante mucho tiempo del Partido Comunista de Canadá (conocido desde la década de 1940 hasta finales de la de 1950 como el Partido Progresista Laborista). Junto a comunistas como Ernst Thälmann de Alemania, Maurice Thorez de Francia, Palmiro Togliatti de Italia, Earl Browder de los Estados Unidos, y Harry Pollitt de Gran Bretaña, Buck fue uno de los líderes de la Internacional Comunista en la época de Stalin

## Primeros años y carrera
Maquinista de profesión, Buck nació en Beccles, Inglaterra y emigró a Canadá en 1910, al parecer porque el pasaje del barco  era más barato para allí que para Australia. Se involucró en el movimiento sindical y en la política radical de la clase obrera en Toronto. En 1921, participó en la convención fundacional del Partido Comunista de Canadá. Sin ser un miembro importante en sus inicios, Buck llamaría la atención como partidario de Stalin, convirtiéndose en secretario general en 1929 tras la purga de la sección veterana del partido por apoyar a Trotski o a Bujarin. Buck permaneció como secretario general hasta 1962, siendo un absoluto partidario de la línea soviética durante su mandato.

## Figura nacional
Con la llegada de la Gran Depresión, el gobierno conservador de R.B. Bennett se empezó a preocupar crecientemente por la actividad del ala izquierda y la agitación. El 11 de agosto de 1931, fueron saqueadas las oficinas del Partido Comunista en Toronto, siendo Buck y otros compañeros del partido arrestados y acusados de sedición. Buck fue juzgado en noviembre y condenado por sedición a trabajos forzados.
Fue encarcelado desde 1932 a 1934 en la Penitenciaría de Kingston donde sería objetivo de un supuesto  intento de asesinato en su celda la noche después de un motín carcelario. Mientras Buck estaba sentado en su celda escuchando el barullo fuera, se dispararon ocho tiros a su celda por una ventana, fallando su objetivo por poco. A finales de 1933, el ministro de justicia Hugh Guthrie admitió en la Cámara de los Comunes de Canadá que los disparos se habían realizado deliberadamente en la celda de Buck "para asustarle". Una campaña por los derechos civiles muy difundida consiguió finalmente la liberación de Buck. Su extenso testimonio ante la Comisión Archambault contribuyó a la reforma de las prisiones en Canadá. Como resultado, Buck sería celebrado como campeón heroico de las libertades civiles.
El Partido Comunista fue prohibido en 1941 bajo el Reglamento de Defensa de Canadá, por lo que Buck y otros prominentes líderes comunistas fueron forzados a pasar a a la clandestinidad o finalmente exiliarse en los Estados Unidos. El ambiente político cambió con la invasión alemana de la URSS y la entrada en la Segunda Guerra Mundial de la unión Soviética en el bando de los Aliados. Como resultado, los comunistas canadienses dejaron de oponerse a la guerra, convirtiéndose en fervientes partidarios del esfuerzo bélico de Canadá. El partido apoyó la llamada del gobierno para el reclutamiento, estableciendo un Comité de Guerra Total Comunista-Sindicalista del Dominio que pedía el "sí" en el plebiscito nacional sobre el reclutamiento. La campaña de apoyo a la guerra ayudó a cambiar la opinión pública hacia los comunistas y resultó en la liberación por parte del gobierno de líderes comunistas y el retorno de Buck y otros líderes del exilio. Mientras que la prohibición en sí mismo del partido no fue levantada se permitió organizar el Partido Laborista-Progresista para darle una cara pública legal.

## Política electoral
Buck se presentó en seis ocasiones a la Cámara de los Comunes. Ganó el 25 % de los votos, quedando tercero cuando se presentó por Winnipeg North en las elecciones federales de Canadá de 1935. Perdió contra el candidato de la Federación de la Commowealth Cooperativa (CCF), Abraham Albert Heaps. En las elecciones municipales de Toronto de 1937 se quedó a doscientos votos de obtener la victoria en las elecciones al Toronto Board of Control. Ganó el 26% de los votos cuando se presentó en el distrito electoral de Trinity en las elecciones federales de Canadá de 1945 y el 21% en las de 1949, quedando las dos veces por encima del CCF. En las elecciones federales de Canadá de 1953 obtuvo únicamente el 8.7% de los votos y sólo el 3.7% en las de 1958.

## Retiro
Buck se retiró como secretario general del Partido Comunista de Canadá en 1962, pero permaneció en la posición ampliamente ceremonial de presidente del partido hasta su muerte en 1973. Hubo controversias dentro del partido cuando se publicó una versión póstuma de sus memorias en 1977 por NC Press, basada en entrevistas realizadas por la CBC en 1965. En Yours in the Struggle: Reminiscences of Tim Buck, el antiguo líder del partido critica a Nikita Jruschov y defiende de algún modo a Stalin, aunque sin salirse de la perspectiva contemporánea del movimiento comunista internacional. Buck sería citado más tarde diciendo "por un tiempo aparenté defender a Stalin. No defendía lo que hizo; el hecho es que nadie podía defender las cosas que Krushchev reveló."